# Magnus Savander
Sten Magnus Casimir Savander, född 9 juni 1936 i Helsingfors, död 24 december 2023, var en finländsk företagsledare. Han är far till Niklas Savander. 
Savander blev student 1954, juris kandidat 1960 och vicehäradshövding 1963. Han arbetade vid Oy Alftan Ab 1955–1963, anställdes vid Oy Rosenlew Ab 1963, var verkställande direktör där 1977–1987, branschdirektör i Rauma-Repola Oy 1987–1989, direktör i Repolakoncernen 1990–1996 och verkställande direktör för Sigrid Jusélius stiftelse från 1997. Han har tillhört de beslutande organen för ett stort antal företag och sammanslutningar.